# Camilo Mayada
Camilo Mayada, né le 8 janvier 1991 à Sauce, est un footballeur international uruguayen qui évolue au poste de milieu de terrain au Club Atlético River Plate.

## Biographie

### En club
Formé au Danubio FC, c'est avec le club argentin qu'il commence sa carrière professionnelle et qu'elle connait son premier envol : en 2014, après le titre du club montevidéen, il est également sacré meilleur joueur de la saison par un panel national de journalistes.
Après ses premiers succès, il est recruté par River Plate en 2015, qui est à l'époque probablement le meilleur club du continent sud-américain,.
Il remporte avec le club argentin deux Copa Libertadores ainsi que trois Recopa Sudamericana,.
Ces succès lui permettent de participer à la Coupe du monde des clubs en 2015 puis à nouveau en 2018.

### En sélection
Avec l'équipe d'Uruguay des moins de 20 ans, il participe à la Coupe du monde des moins de 20 ans en 2011. Lors du mondial junior organisé en Colombie, il joue trois matchs. Avec un bilan de deux nuls et une défaite, l'Uurguay ne dépasse pas le premier tour.
Mayada est appelé en sélection senior par Óscar Tabárez pour la première fois le 27 août 2014, pour une série de matchs amicaux contre le Japon et la Corée du Sud. Il fait ses débuts en entrant en jeu contre le Japon, avant d'être titularisé contre la Corée.

## Palmarès
| Danubio FC - Championnat d'Uruguay (1) : - Champion en 2013-14. |  | River Plate - Copa Libertadores (2) : - Vainqueur en 2015 et 2018. - Recopa Sudamericana (3) : - Vainqueur : 2015, 2016 et 2019. - Coupe du monde des clubs : - Finaliste en 2015. |